# Überläufer
De term Überläufer verwijst in de Duitse en Oostenrijkse filmgeschiedenis naar een film die gedraaid werd tijdens de nationaalsocialistische periode, maar pas na het einde van de Tweede Wereldoorlog werd afgewerkt en uitgebracht. In hoofdzaak gaat het om lichte komedies of liefdesfilms die op geen enkele wijze refereren aan de politieke of militaire situaties van het naziregime.